# Carl Johan Johansson i Uppmälby
Carl Johan Johansson (i riksdagen kallad Johansson i Uppmälby), född 8 juli 1867 i Frustuna församling, Södermanlands län, död 25 januari 1941 i Björnlunda församling, Södermanlands län, var en svensk hemmansägare och riksdagsledamot (socialdemokrat).
Johansson var 1912–1940 ledamot av riksdagens andra kammare, invald i Södermanlands läns södra valkrets (från 1922 ingående i Södermanlands läns valkrets). Han invaldes i jordbruksutskottet 1918 och var ordförande i densamma 1928–1940.

## Familj
Carl Johansson var son till hemmansägare Johan Andersson och Brita Karlsdotter. Han gifte sig 1889 med Johanna Lovisa Johansson.